# Busia Airport
Busia Airport är en flygplats i Kenya.   Den ligger i länet Busia, i den västra delen av landet, 400 km nordväst om huvudstaden Nairobi. Busia Airport ligger 1 219 meter över havet.
Terrängen runt Busia Airport är huvudsakligen platt. Busia Airport ligger uppe på en höjd som går i öst-västlig riktning. Runt Busia Airport är det tätbefolkat, med 659 invånare per kvadratkilometer. Närmaste större samhälle är Busia, 2,1 km väster om Busia Airport. Omgivningarna runt Busia Airport är en mosaik av jordbruksmark och naturlig växtlighet.